# Concerto para piano e orquestra n.º 2 (Tchaikovski)
O Concerto para piano e orquestra n.º 2 em Sol maior, op. 44, foi escrito pelo compositor Piotr Ilitch Tchaikovski entre outubro de 1879 e abril de 1880.
Teve sua estreia em Nova Iorque, Estados Unidos da América, dia 12 de novembro de 1881, regida por Theodore Thomas e com Madeline Schiller no piano. Tchaikovski dedicou seu segundo concerto para piano a Nikolai Rubinstein.
Tchaikovski também escreveu um arranjo para dois pianos entre janeiro e fevereiro de 1880.
Em 1897, Aleksandr Ziloti publicou uma segunda versão do concerto, bastante modificada.

## Movimentos
1. Allegro brillante e molto vivace
2. Andante non troppo
3. Allegro con fuoco

## Instrumentação

### Solista
- Piano

### Madeiras
- 2 flautas
- 2 oboés
- 2 clarinetes (em Si bemol e Lá)
- 2 fagotes

### Metais
- 4 trompas (em Fá)
- 2 trompetes (em Ré)

### Percussão
- Tímpano

### Cordas
- Violinos I
- Violinos II
- Violas
- Violoncelos
- Contrabaixos

## Duração
O Concerto para piano e orquestra n.º 2 dura aproximadamente 45 minutos.